# Tour of Thailand 2020
Tour of Thailand 2020 – 15. edycja wyścigu kolarskiego Tour of Thailand, która odbyła się w dniach od 6 do 11 października 2020 na liczącej ponad 1041 kilometrów trasie składającej się z 6 etapów. Impreza kategorii 2.1 należała do cyklu UCI Asia Tour 2020.

## Etapy
| Etap | Data   | Start – Meta                                 | type        | Dystans (km) | Zwycięzca etapu       | Lider               |
| ---- | ------ | -------------------------------------------- | ----------- | ------------ | --------------------- | ------------------- |
| 1    | 6 paź  | King Rama II Memorial Park – Rajabhakti Park | płaski      | 130,6        | Thanawut Sanikwathi   | Thanawut Sanikwathi |
| 2    | 7 paź  | Rajabhakti Park – Prachuap Khiri Khan        | płaski      | 214,25       | Lucas Carstensen      | Lucas Carstensen    |
| 3    | 8 paź  | Prachuap Khiri Khan – Chumphon               | płaski      | 200,8        | Sarawut Sirironnachai | Nikodemus Holler    |
| 4    | 9 paź  | Chumphon – Ranong                            | górzysty    | 137,37       | Sarawut Sirironnachai | Nikodemus Holler    |
| 5    | 10 paź | Ranong – Surat Thani                         | górzysty    | 216,6        | Lucas Carstensen      | Nikodemus Holler    |
| 6    | 11 paź | Surat Thani – Tama Ratchaprapha              | pagórkowaty | 142,3        | Yuttana Mano          | Nikodemus Holler    |

## Drużyny
| Continental teams (2)- Bike Aid - Thailand Continental Cycling Team Reprezentacja- Tajlandia Amatorski zespół kolarski- Grant Thornton-Bike Zone Regionalne i klubowe drużyny (8)- Roojai.com Cycling Team - Men in Black - En Kku - Fisherman's Friend Chiang Mai - All Star Thailand - Lenso Cycling Team - The Master Test Team - Woodland Cycling |
| |

## Wyniki etapów

### Etap 1
| \| Klasyfikacja etapu \| Klasyfikacja etapu \| Klasyfikacja etapu \| Klasyfikacja etapu \| Klasyfikacja etapu \| \| Kolarz \| Kolarz \| Państwo \| Drużyna \| Czas \| \| ------------------ \| --------------------- \| ------------------ \| --------------------------------- \| ------------------ \| \| 1. \| Thanawut Sanikwathi \| Tajlandia \| Thailand Continental Cycling Team \| 2h 50' 42" \| \| 2. \| Sarawut Sirironnachai \| Tajlandia \| Thailand Continental Cycling Team \| + 0" \| \| 3. \| Yuttana Mano \| Tajlandia \| Tajlandia \| + 0" \| \| 4. \| Lucas Carstensen \| Niemcy \| Bike Aid \| + 0" \| \| 5. \| Jesse de Rooij \| Holandia \| Bike Aid \| + 0" \| \| 6. \| Setthawut Yordsuwan \| Tajlandia \| En Kku \| + 0" \| \| 7. \| Valentin Midey \| Francja \| Roojai.com Cycling Team \| + 0" \| \| 8. \| Thanachat Yatan \| Tajlandia \| Tajlandia \| + 0" \| \| 9. \| Ratchanon Yaowarat \| Tajlandia \| Tajlandia \| + 0" \| \| 10. \| Pichet Peungrang \| Tajlandia \| Fisherman's Friend Chiang Mai \| + 0" \| |                       |           |                                   |            |
| |                       |           |                                   |            |
| Źródło: ProCyclingStats |                       |           |                                   |            |
| Klasyfikacja etapu |                       |           |                                   |            |
| Kolarz | Kolarz                | Państwo   | Drużyna                           | Czas       |
| 1. | Thanawut Sanikwathi   | Tajlandia | Thailand Continental Cycling Team | 2h 50' 42" |
| 2. | Sarawut Sirironnachai | Tajlandia | Thailand Continental Cycling Team | + 0"       |
| 3. | Yuttana Mano          | Tajlandia | Tajlandia                         | + 0"       |
| 4. | Lucas Carstensen      | Niemcy    | Bike Aid                          | + 0"       |
| 5. | Jesse de Rooij        | Holandia  | Bike Aid                          | + 0"       |
| 6. | Setthawut Yordsuwan   | Tajlandia | En Kku                            | + 0"       |
| 7. | Valentin Midey        | Francja   | Roojai.com Cycling Team           | + 0"       |
| 8. | Thanachat Yatan       | Tajlandia | Tajlandia                         | + 0"       |
| 9. | Ratchanon Yaowarat    | Tajlandia | Tajlandia                         | + 0"       |
| 10. | Pichet Peungrang      | Tajlandia | Fisherman's Friend Chiang Mai     | + 0"       |

| \| Klasyfikacja generalna \| Klasyfikacja generalna \| Klasyfikacja generalna \| Klasyfikacja generalna \| Klasyfikacja generalna \| \| Kolarz \| Kolarz \| Państwo \| Drużyna \| Czas \| \| ---------------------- \| ---------------------- \| ---------------------- \| --------------------------------- \| ---------------------- \| \| 1. \| Thanawut Sanikwathi \| Tajlandia \| Thailand Continental Cycling Team \| 2h 50' 32" \| \| 2. \| Sarawut Sirironnachai \| Tajlandia \| Thailand Continental Cycling Team \| + 3" \| \| 3. \| Daniel Bichlmann \| Niemcy \| Bike Aid \| + 5" \| \| 4. \| Nawuti Liphongyu \| Tajlandia \| Thailand Continental Cycling Team \| + 5" \| \| 5. \| Yuttana Mano \| Tajlandia \| Tajlandia \| + 6" \| \| 6. \| Ratchanon Yaowarat \| Tajlandia \| Tajlandia \| + 9" \| \| 7. \| Lucas Carstensen \| Niemcy \| Bike Aid \| + 10" \| \| 8. \| Jesse de Rooij \| Holandia \| Bike Aid \| + 10" \| \| 9. \| Setthawut Yordsuwan \| Tajlandia \| En Kku \| + 10" \| \| 10. \| Valentin Midey \| Francja \| Roojai.com Cycling Team \| + 10" \| |                       |           |                                   |            |
| |                       |           |                                   |            |
| Źródło: ProCyclingStats |                       |           |                                   |            |
| Klasyfikacja generalna |                       |           |                                   |            |
| Kolarz | Kolarz                | Państwo   | Drużyna                           | Czas       |
| 1. | Thanawut Sanikwathi   | Tajlandia | Thailand Continental Cycling Team | 2h 50' 32" |
| 2. | Sarawut Sirironnachai | Tajlandia | Thailand Continental Cycling Team | + 3"       |
| 3. | Daniel Bichlmann      | Niemcy    | Bike Aid                          | + 5"       |
| 4. | Nawuti Liphongyu      | Tajlandia | Thailand Continental Cycling Team | + 5"       |
| 5. | Yuttana Mano          | Tajlandia | Tajlandia                         | + 6"       |
| 6. | Ratchanon Yaowarat    | Tajlandia | Tajlandia                         | + 9"       |
| 7. | Lucas Carstensen      | Niemcy    | Bike Aid                          | + 10"      |
| 8. | Jesse de Rooij        | Holandia  | Bike Aid                          | + 10"      |
| 9. | Setthawut Yordsuwan   | Tajlandia | En Kku                            | + 10"      |
| 10. | Valentin Midey        | Francja   | Roojai.com Cycling Team           | + 10"      |

### Etap 2
| \| Klasyfikacja etapu \| Klasyfikacja etapu \| Klasyfikacja etapu \| Klasyfikacja etapu \| Klasyfikacja etapu \| \| Kolarz \| Kolarz \| Państwo \| Drużyna \| Czas \| \| ------------------ \| ------------------------ \| ------------------ \| --------------------------------- \| ------------------ \| \| 1. \| Lucas Carstensen \| Niemcy \| Bike Aid \| 2h 17' 57" \| \| 2. \| Thanakhan Chaiyasombat \| Tajlandia \| Thailand Continental Cycling Team \| + 0" \| \| 3. \| Nikodemus Holler \| Niemcy \| Bike Aid \| + 0" \| \| 4. \| Adne van Engelen \| Holandia \| Bike Aid \| + 52" \| \| 5. \| Valentin Midey \| Francja \| Roojai.com Cycling Team \| + 52" \| \| 6. \| Jesse de Rooij \| Holandia \| Bike Aid \| + 52" \| \| 7. \| Charles Kagimu \| Uganda \| Bike Aid \| + 52" \| \| 8. \| Peerapol Chawchiangkwang \| Tajlandia \| Thailand Continental Cycling Team \| + 52" \| \| 9. \| Tawatchai Jeeradechatam \| Tajlandia \| Woodland Cycling \| + 52" \| \| 10. \| Sarawut Sirironnachai \| Tajlandia \| Thailand Continental Cycling Team \| + 52" \| |                          |           |                                   |            |
| |                          |           |                                   |            |
| Źródło: ProCyclingStats |                          |           |                                   |            |
| Klasyfikacja etapu |                          |           |                                   |            |
| Kolarz | Kolarz                   | Państwo   | Drużyna                           | Czas       |
| 1. | Lucas Carstensen         | Niemcy    | Bike Aid                          | 2h 17' 57" |
| 2. | Thanakhan Chaiyasombat   | Tajlandia | Thailand Continental Cycling Team | + 0"       |
| 3. | Nikodemus Holler         | Niemcy    | Bike Aid                          | + 0"       |
| 4. | Adne van Engelen         | Holandia  | Bike Aid                          | + 52"      |
| 5. | Valentin Midey           | Francja   | Roojai.com Cycling Team           | + 52"      |
| 6. | Jesse de Rooij           | Holandia  | Bike Aid                          | + 52"      |
| 7. | Charles Kagimu           | Uganda    | Bike Aid                          | + 52"      |
| 8. | Peerapol Chawchiangkwang | Tajlandia | Thailand Continental Cycling Team | + 52"      |
| 9. | Tawatchai Jeeradechatam  | Tajlandia | Woodland Cycling                  | + 52"      |
| 10. | Sarawut Sirironnachai    | Tajlandia | Thailand Continental Cycling Team | + 52"      |

| \| Klasyfikacja generalna \| Klasyfikacja generalna \| Klasyfikacja generalna \| Klasyfikacja generalna \| Klasyfikacja generalna \| \| Kolarz \| Kolarz \| Państwo \| Drużyna \| Czas \| \| ---------------------- \| ------------------------ \| ---------------------- \| --------------------------------- \| ---------------------- \| \| 1. \| Lucas Carstensen \| Niemcy \| Bike Aid \| 5h 08' 28" \| \| 2. \| Thanakhan Chaiyasombat \| Tajlandia \| Thailand Continental Cycling Team \| + 4" \| \| 3. \| Nikodemus Holler \| Niemcy \| Bike Aid \| + 6" \| \| 4. \| Sarawut Sirironnachai \| Tajlandia \| Thailand Continental Cycling Team \| + 56" \| \| 5. \| Jesse de Rooij \| Holandia \| Bike Aid \| + 1' 00" \| \| 6. \| Peerapol Chawchiangkwang \| Tajlandia \| Thailand Continental Cycling Team \| + 1' 01" \| \| 7. \| Valentin Midey \| Francja \| Roojai.com Cycling Team \| + 1' 02" \| \| 8. \| Adne van Engelen \| Holandia \| Bike Aid \| + 1' 03" \| \| 9. \| Tawatchai Jeeradechatam \| Tajlandia \| Woodland Cycling \| + 1' 03" \| \| 10. \| Charles Kagimu \| Uganda \| Bike Aid \| + 1' 03" \| |                          |           |                                   |            |
| |                          |           |                                   |            |
| Źródło: ProCyclingStats |                          |           |                                   |            |
| Klasyfikacja generalna |                          |           |                                   |            |
| Kolarz | Kolarz                   | Państwo   | Drużyna                           | Czas       |
| 1. | Lucas Carstensen         | Niemcy    | Bike Aid                          | 5h 08' 28" |
| 2. | Thanakhan Chaiyasombat   | Tajlandia | Thailand Continental Cycling Team | + 4"       |
| 3. | Nikodemus Holler         | Niemcy    | Bike Aid                          | + 6"       |
| 4. | Sarawut Sirironnachai    | Tajlandia | Thailand Continental Cycling Team | + 56"      |
| 5. | Jesse de Rooij           | Holandia  | Bike Aid                          | + 1' 00"   |
| 6. | Peerapol Chawchiangkwang | Tajlandia | Thailand Continental Cycling Team | + 1' 01"   |
| 7. | Valentin Midey           | Francja   | Roojai.com Cycling Team           | + 1' 02"   |
| 8. | Adne van Engelen         | Holandia  | Bike Aid                          | + 1' 03"   |
| 9. | Tawatchai Jeeradechatam  | Tajlandia | Woodland Cycling                  | + 1' 03"   |
| 10. | Charles Kagimu           | Uganda    | Bike Aid                          | + 1' 03"   |

### Etap 3
| \| Klasyfikacja etapu \| Klasyfikacja etapu \| Klasyfikacja etapu \| Klasyfikacja etapu \| Klasyfikacja etapu \| \| Kolarz \| Kolarz \| Państwo \| Drużyna \| Czas \| \| ------------------ \| ---------------------------- \| ------------------ \| --------------------------------- \| ------------------ \| \| 1. \| Sarawut Sirironnachai \| Tajlandia \| Thailand Continental Cycling Team \| 5h 00' 25" \| \| 2. \| Valentin Midey \| Francja \| Roojai.com Cycling Team \| + 0" \| \| 3. \| Nikodemus Holler \| Niemcy \| Bike Aid \| + 0" \| \| 4. \| Peerapol Chawchiangkwang \| Tajlandia \| Thailand Continental Cycling Team \| + 0" \| \| 5. \| Adne van Engelen \| Holandia \| Bike Aid \| + 0" \| \| 6. \| Ariya Phounsavath \| Laos \| Thailand Continental Cycling Team \| + 3" \| \| 7. \| Thanawut Sanikwathi \| Tajlandia \| Thailand Continental Cycling Team \| + 2' 26" \| \| 8. \| Thurakit Boonratanathanakorn \| Tajlandia \| Thailand Continental Cycling Team \| + 2' 26" \| \| 9. \| Thak Kaeonoi \| Tajlandia \| All Star Thailand \| + 2' 26" \| \| 10. \| Ratchanon Yaowarat \| Tajlandia \| Tajlandia \| + 2' 26" \| |                              |           |                                   |            |
| |                              |           |                                   |            |
| Źródło: ProCyclingStats |                              |           |                                   |            |
| Klasyfikacja etapu |                              |           |                                   |            |
| Kolarz | Kolarz                       | Państwo   | Drużyna                           | Czas       |
| 1. | Sarawut Sirironnachai        | Tajlandia | Thailand Continental Cycling Team | 5h 00' 25" |
| 2. | Valentin Midey               | Francja   | Roojai.com Cycling Team           | + 0"       |
| 3. | Nikodemus Holler             | Niemcy    | Bike Aid                          | + 0"       |
| 4. | Peerapol Chawchiangkwang     | Tajlandia | Thailand Continental Cycling Team | + 0"       |
| 5. | Adne van Engelen             | Holandia  | Bike Aid                          | + 0"       |
| 6. | Ariya Phounsavath            | Laos      | Thailand Continental Cycling Team | + 3"       |
| 7. | Thanawut Sanikwathi          | Tajlandia | Thailand Continental Cycling Team | + 2' 26"   |
| 8. | Thurakit Boonratanathanakorn | Tajlandia | Thailand Continental Cycling Team | + 2' 26"   |
| 9. | Thak Kaeonoi                 | Tajlandia | All Star Thailand                 | + 2' 26"   |
| 10. | Ratchanon Yaowarat           | Tajlandia | Tajlandia                         | + 2' 26"   |

| \| Klasyfikacja generalna \| Klasyfikacja generalna \| Klasyfikacja generalna \| Klasyfikacja generalna \| Klasyfikacja generalna \| \| Kolarz \| Kolarz \| Państwo \| Drużyna \| Czas \| \| ---------------------- \| ------------------------ \| ---------------------- \| --------------------------------- \| ---------------------- \| \| 1. \| Nikodemus Holler \| Niemcy \| Bike Aid \| 10h 08' 54" \| \| 2. \| Sarawut Sirironnachai \| Tajlandia \| Thailand Continental Cycling Team \| + 42" \| \| 3. \| Valentin Midey \| Francja \| Roojai.com Cycling Team \| + 53" \| \| 4. \| Peerapol Chawchiangkwang \| Tajlandia \| Thailand Continental Cycling Team \| + 56" \| \| 5. \| Adne van Engelen \| Holandia \| Bike Aid \| + 1' 01" \| \| 6. \| Lucas Carstensen \| Niemcy \| Bike Aid \| + 2' 24" \| \| 7. \| Thanakhan Chaiyasombat \| Tajlandia \| Thailand Continental Cycling Team \| + 2' 28" \| \| 8. \| Jesse de Rooij \| Holandia \| Bike Aid \| + 3' 24" \| \| 9. \| Charles Kagimu \| Uganda \| Bike Aid \| + 3' 27" \| \| 10. \| Tawatchai Jeeradechatam \| Tajlandia \| Woodland Cycling \| + 3' 27" \| |                          |           |                                   |             |
| |                          |           |                                   |             |
| Źródło: ProCyclingStats |                          |           |                                   |             |
| Klasyfikacja generalna |                          |           |                                   |             |
| Kolarz | Kolarz                   | Państwo   | Drużyna                           | Czas        |
| 1. | Nikodemus Holler         | Niemcy    | Bike Aid                          | 10h 08' 54" |
| 2. | Sarawut Sirironnachai    | Tajlandia | Thailand Continental Cycling Team | + 42"       |
| 3. | Valentin Midey           | Francja   | Roojai.com Cycling Team           | + 53"       |
| 4. | Peerapol Chawchiangkwang | Tajlandia | Thailand Continental Cycling Team | + 56"       |
| 5. | Adne van Engelen         | Holandia  | Bike Aid                          | + 1' 01"    |
| 6. | Lucas Carstensen         | Niemcy    | Bike Aid                          | + 2' 24"    |
| 7. | Thanakhan Chaiyasombat   | Tajlandia | Thailand Continental Cycling Team | + 2' 28"    |
| 8. | Jesse de Rooij           | Holandia  | Bike Aid                          | + 3' 24"    |
| 9. | Charles Kagimu           | Uganda    | Bike Aid                          | + 3' 27"    |
| 10. | Tawatchai Jeeradechatam  | Tajlandia | Woodland Cycling                  | + 3' 27"    |

### Etap 4
| \| Klasyfikacja etapu \| Klasyfikacja etapu \| Klasyfikacja etapu \| Klasyfikacja etapu \| Klasyfikacja etapu \| \| Kolarz \| Kolarz \| Państwo \| Drużyna \| Czas \| \| ------------------ \| ---------------------------- \| ------------------ \| --------------------------------- \| ------------------ \| \| 1. \| Sarawut Sirironnachai \| Tajlandia \| Thailand Continental Cycling Team \| 3h 30' 39" \| \| 2. \| Valentin Midey \| Francja \| Roojai.com Cycling Team \| + 0" \| \| 3. \| Nikodemus Holler \| Niemcy \| Bike Aid \| + 0" \| \| 4. \| Adne van Engelen \| Holandia \| Bike Aid \| + 0" \| \| 5. \| Jesse de Rooij \| Holandia \| Bike Aid \| + 57" \| \| 6. \| Thanakhan Chaiyasombat \| Tajlandia \| Thailand Continental Cycling Team \| + 57" \| \| 7. \| Peerapol Chawchiangkwang \| Tajlandia \| Thailand Continental Cycling Team \| + 57" \| \| 8. \| Thurakit Boonratanathanakorn \| Tajlandia \| Thailand Continental Cycling Team \| + 57" \| \| 9. \| Thak Kaeonoi \| Tajlandia \| All Star Thailand \| + 57" \| \| 10. \| Moltree Theerateep \| Tajlandia \| All Star Thailand \| + 57" \| |                              |           |                                   |            |
| |                              |           |                                   |            |
| Źródło: ProCyclingStats |                              |           |                                   |            |
| Klasyfikacja etapu |                              |           |                                   |            |
| Kolarz | Kolarz                       | Państwo   | Drużyna                           | Czas       |
| 1. | Sarawut Sirironnachai        | Tajlandia | Thailand Continental Cycling Team | 3h 30' 39" |
| 2. | Valentin Midey               | Francja   | Roojai.com Cycling Team           | + 0"       |
| 3. | Nikodemus Holler             | Niemcy    | Bike Aid                          | + 0"       |
| 4. | Adne van Engelen             | Holandia  | Bike Aid                          | + 0"       |
| 5. | Jesse de Rooij               | Holandia  | Bike Aid                          | + 57"      |
| 6. | Thanakhan Chaiyasombat       | Tajlandia | Thailand Continental Cycling Team | + 57"      |
| 7. | Peerapol Chawchiangkwang     | Tajlandia | Thailand Continental Cycling Team | + 57"      |
| 8. | Thurakit Boonratanathanakorn | Tajlandia | Thailand Continental Cycling Team | + 57"      |
| 9. | Thak Kaeonoi                 | Tajlandia | All Star Thailand                 | + 57"      |
| 10. | Moltree Theerateep           | Tajlandia | All Star Thailand                 | + 57"      |

| \| Klasyfikacja generalna \| Klasyfikacja generalna \| Klasyfikacja generalna \| Klasyfikacja generalna \| Klasyfikacja generalna \| \| Kolarz \| Kolarz \| Państwo \| Drużyna \| Czas \| \| ---------------------- \| ------------------------ \| ---------------------- \| --------------------------------- \| ---------------------- \| \| 1. \| Nikodemus Holler \| Niemcy \| Bike Aid \| 13h 39' 29" \| \| 2. \| Sarawut Sirironnachai \| Tajlandia \| Thailand Continental Cycling Team \| + 36" \| \| 3. \| Valentin Midey \| Francja \| Roojai.com Cycling Team \| + 51" \| \| 4. \| Adne van Engelen \| Holandia \| Bike Aid \| + 1' 05" \| \| 5. \| Peerapol Chawchiangkwang \| Tajlandia \| Thailand Continental Cycling Team \| + 1' 57" \| \| 6. \| Thanakhan Chaiyasombat \| Tajlandia \| Thailand Continental Cycling Team \| + 3' 29" \| \| 7. \| Jesse de Rooij \| Holandia \| Bike Aid \| + 4' 25" \| \| 8. \| Charles Kagimu \| Uganda \| Bike Aid \| + 4' 28" \| \| 9. \| Chaloemphon Klahan \| Tajlandia \| Roojai.com Cycling Team \| + 4' 43" \| \| 10. \| Lucas Carstensen \| Niemcy \| Bike Aid \| + 4' 51" \| |                          |           |                                   |             |
| |                          |           |                                   |             |
| Źródło: ProCyclingStats |                          |           |                                   |             |
| Klasyfikacja generalna |                          |           |                                   |             |
| Kolarz | Kolarz                   | Państwo   | Drużyna                           | Czas        |
| 1. | Nikodemus Holler         | Niemcy    | Bike Aid                          | 13h 39' 29" |
| 2. | Sarawut Sirironnachai    | Tajlandia | Thailand Continental Cycling Team | + 36"       |
| 3. | Valentin Midey           | Francja   | Roojai.com Cycling Team           | + 51"       |
| 4. | Adne van Engelen         | Holandia  | Bike Aid                          | + 1' 05"    |
| 5. | Peerapol Chawchiangkwang | Tajlandia | Thailand Continental Cycling Team | + 1' 57"    |
| 6. | Thanakhan Chaiyasombat   | Tajlandia | Thailand Continental Cycling Team | + 3' 29"    |
| 7. | Jesse de Rooij           | Holandia  | Bike Aid                          | + 4' 25"    |
| 8. | Charles Kagimu           | Uganda    | Bike Aid                          | + 4' 28"    |
| 9. | Chaloemphon Klahan       | Tajlandia | Roojai.com Cycling Team           | + 4' 43"    |
| 10. | Lucas Carstensen         | Niemcy    | Bike Aid                          | + 4' 51"    |

### Etap 5
| \| Klasyfikacja etapu \| Klasyfikacja etapu \| Klasyfikacja etapu \| Klasyfikacja etapu \| Klasyfikacja etapu \| \| Kolarz \| Kolarz \| Państwo \| Drużyna \| Czas \| \| ------------------ \| ------------------------ \| ------------------ \| --------------------------------- \| ------------------ \| \| 1. \| Lucas Carstensen \| Niemcy \| Bike Aid \| 5h 27' 59" \| \| 2. \| Thanawut Sanikwathi \| Tajlandia \| Thailand Continental Cycling Team \| + 0" \| \| 3. \| Jesse de Rooij \| Holandia \| Bike Aid \| + 0" \| \| 4. \| Sarawut Sirironnachai \| Tajlandia \| Thailand Continental Cycling Team \| + 0" \| \| 5. \| Valentin Midey \| Francja \| Roojai.com Cycling Team \| + 0" \| \| 6. \| Nawuti Liphongyu \| Tajlandia \| Thailand Continental Cycling Team \| + 0" \| \| 7. \| Thanakhan Chaiyasombat \| Tajlandia \| Thailand Continental Cycling Team \| + 0" \| \| 8. \| Witthawat Waree \| Tajlandia \| Grant Thornton-Bike Zone \| + 0" \| \| 9. \| Peerapol Chawchiangkwang \| Tajlandia \| Thailand Continental Cycling Team \| + 0" \| \| 10. \| Tawatchai Jeeradechatam \| Tajlandia \| Woodland Cycling \| + 0" \| |                          |           |                                   |            |
| |                          |           |                                   |            |
| Źródło: ProCyclingStats |                          |           |                                   |            |
| Klasyfikacja etapu |                          |           |                                   |            |
| Kolarz | Kolarz                   | Państwo   | Drużyna                           | Czas       |
| 1. | Lucas Carstensen         | Niemcy    | Bike Aid                          | 5h 27' 59" |
| 2. | Thanawut Sanikwathi      | Tajlandia | Thailand Continental Cycling Team | + 0"       |
| 3. | Jesse de Rooij           | Holandia  | Bike Aid                          | + 0"       |
| 4. | Sarawut Sirironnachai    | Tajlandia | Thailand Continental Cycling Team | + 0"       |
| 5. | Valentin Midey           | Francja   | Roojai.com Cycling Team           | + 0"       |
| 6. | Nawuti Liphongyu         | Tajlandia | Thailand Continental Cycling Team | + 0"       |
| 7. | Thanakhan Chaiyasombat   | Tajlandia | Thailand Continental Cycling Team | + 0"       |
| 8. | Witthawat Waree          | Tajlandia | Grant Thornton-Bike Zone          | + 0"       |
| 9. | Peerapol Chawchiangkwang | Tajlandia | Thailand Continental Cycling Team | + 0"       |
| 10. | Tawatchai Jeeradechatam  | Tajlandia | Woodland Cycling                  | + 0"       |

| \| Klasyfikacja generalna \| Klasyfikacja generalna \| Klasyfikacja generalna \| Klasyfikacja generalna \| Klasyfikacja generalna \| \| Kolarz \| Kolarz \| Państwo \| Drużyna \| Czas \| \| ---------------------- \| ------------------------ \| ---------------------- \| --------------------------------- \| ---------------------- \| \| 1. \| Nikodemus Holler \| Niemcy \| Bike Aid \| 19h 07' 30" \| \| 2. \| Sarawut Sirironnachai \| Tajlandia \| Thailand Continental Cycling Team \| + 35" \| \| 3. \| Valentin Midey \| Francja \| Roojai.com Cycling Team \| + 50" \| \| 4. \| Adne van Engelen \| Holandia \| Bike Aid \| + 1' 04" \| \| 5. \| Peerapol Chawchiangkwang \| Tajlandia \| Thailand Continental Cycling Team \| + 1' 56" \| \| 6. \| Thanakhan Chaiyasombat \| Tajlandia \| Thailand Continental Cycling Team \| + 3' 29" \| \| 7. \| Jesse de Rooij \| Holandia \| Bike Aid \| + 4' 20" \| \| 8. \| Charles Kagimu \| Uganda \| Bike Aid \| + 4' 27" \| \| 9. \| Lucas Carstensen \| Niemcy \| Bike Aid \| + 4' 41" \| \| 10. \| Chaloemphon Klahan \| Tajlandia \| Roojai.com Cycling Team \| + 4' 42" \| |                          |           |                                   |             |
| |                          |           |                                   |             |
| Źródło: ProCyclingStats |                          |           |                                   |             |
| Klasyfikacja generalna |                          |           |                                   |             |
| Kolarz | Kolarz                   | Państwo   | Drużyna                           | Czas        |
| 1. | Nikodemus Holler         | Niemcy    | Bike Aid                          | 19h 07' 30" |
| 2. | Sarawut Sirironnachai    | Tajlandia | Thailand Continental Cycling Team | + 35"       |
| 3. | Valentin Midey           | Francja   | Roojai.com Cycling Team           | + 50"       |
| 4. | Adne van Engelen         | Holandia  | Bike Aid                          | + 1' 04"    |
| 5. | Peerapol Chawchiangkwang | Tajlandia | Thailand Continental Cycling Team | + 1' 56"    |
| 6. | Thanakhan Chaiyasombat   | Tajlandia | Thailand Continental Cycling Team | + 3' 29"    |
| 7. | Jesse de Rooij           | Holandia  | Bike Aid                          | + 4' 20"    |
| 8. | Charles Kagimu           | Uganda    | Bike Aid                          | + 4' 27"    |
| 9. | Lucas Carstensen         | Niemcy    | Bike Aid                          | + 4' 41"    |
| 10. | Chaloemphon Klahan       | Tajlandia | Roojai.com Cycling Team           | + 4' 42"    |

### Etap 6
| \| Klasyfikacja etapu \| Klasyfikacja etapu \| Klasyfikacja etapu \| Klasyfikacja etapu \| Klasyfikacja etapu \| \| Kolarz \| Kolarz \| Państwo \| Drużyna \| Czas \| \| ------------------ \| ---------------------- \| ------------------ \| --------------------------------- \| ------------------ \| \| 1. \| Yuttana Mano \| Tajlandia \| Tajlandia \| 3h 26' 27" \| \| 2. \| Nattapol Jumchat \| Tajlandia \| All Star Thailand \| + 1' 35" \| \| 3. \| Noppachai Klahan \| Tajlandia \| Tajlandia \| + 1' 35" \| \| 4. \| Tanaphon Seanumnuyphon \| Tajlandia \| Roojai.com Cycling Team \| + 1' 35" \| \| 5. \| Pichet Peungrang \| Tajlandia \| Fisherman's Friend Chiang Mai \| + 1' 35" \| \| 6. \| Lucas Carstensen \| Niemcy \| Bike Aid \| + 3' 38" \| \| 7. \| Valentin Midey \| Francja \| Roojai.com Cycling Team \| + 3' 38" \| \| 8. \| Nawuti Liphongyu \| Tajlandia \| Thailand Continental Cycling Team \| + 3' 38" \| \| 9. \| Keerati Sukprasart \| Tajlandia \| Lenso Cycling Team \| + 3' 38" \| \| 10. \| Sarawut Sirironnachai \| Tajlandia \| Thailand Continental Cycling Team \| + 3' 38" \| |                        |           |                                   |            |
| |                        |           |                                   |            |
| Źródło: ProCyclingStats |                        |           |                                   |            |
| Klasyfikacja etapu |                        |           |                                   |            |
| Kolarz | Kolarz                 | Państwo   | Drużyna                           | Czas       |
| 1. | Yuttana Mano           | Tajlandia | Tajlandia                         | 3h 26' 27" |
| 2. | Nattapol Jumchat       | Tajlandia | All Star Thailand                 | + 1' 35"   |
| 3. | Noppachai Klahan       | Tajlandia | Tajlandia                         | + 1' 35"   |
| 4. | Tanaphon Seanumnuyphon | Tajlandia | Roojai.com Cycling Team           | + 1' 35"   |
| 5. | Pichet Peungrang       | Tajlandia | Fisherman's Friend Chiang Mai     | + 1' 35"   |
| 6. | Lucas Carstensen       | Niemcy    | Bike Aid                          | + 3' 38"   |
| 7. | Valentin Midey         | Francja   | Roojai.com Cycling Team           | + 3' 38"   |
| 8. | Nawuti Liphongyu       | Tajlandia | Thailand Continental Cycling Team | + 3' 38"   |
| 9. | Keerati Sukprasart     | Tajlandia | Lenso Cycling Team                | + 3' 38"   |
| 10. | Sarawut Sirironnachai  | Tajlandia | Thailand Continental Cycling Team | + 3' 38"   |

## Klasyfikacje

### Klasyfikacja generalna
| \| Klasyfikacja generalna \| Klasyfikacja generalna \| Klasyfikacja generalna \| Klasyfikacja generalna \| Klasyfikacja generalna \| \| Kolarz \| Kolarz \| Państwo \| Drużyna \| Czas \| \| ---------------------- \| ---------------------------- \| ---------------------- \| --------------------------------- \| ---------------------- \| \| 1. \| Nikodemus Holler \| Niemcy \| Bike Aid \| 22h 37' 35" \| \| 2. \| Sarawut Sirironnachai \| Tajlandia \| Thailand Continental Cycling Team \| + 35" \| \| 3. \| Valentin Midey \| Francja \| Roojai.com Cycling Team \| + 50" \| \| 4. \| Adne van Engelen \| Holandia \| Bike Aid \| + 1' 04" \| \| 5. \| Peerapol Chawchiangkwang \| Tajlandia \| Thailand Continental Cycling Team \| + 1' 56" \| \| 6. \| Thanakhan Chaiyasombat \| Tajlandia \| Thailand Continental Cycling Team \| + 3' 29" \| \| 7. \| Jesse de Rooij \| Holandia \| Bike Aid \| + 4' 20" \| \| 8. \| Lucas Carstensen \| Niemcy \| Bike Aid \| + 4' 41" \| \| 9. \| Thurakit Boonratanathanakorn \| Tajlandia \| Thailand Continental Cycling Team \| + 5' 08" \| \| 10. \| Chaloemphon Klahan \| Tajlandia \| Roojai.com Cycling Team \| + 5' 08" \| |                              |           |                                   |             |
| |                              |           |                                   |             |
| Źródło: ProCyclingStats |                              |           |                                   |             |
| Klasyfikacja generalna |                              |           |                                   |             |
| Kolarz | Kolarz                       | Państwo   | Drużyna                           | Czas        |
| 1. | Nikodemus Holler             | Niemcy    | Bike Aid                          | 22h 37' 35" |
| 2. | Sarawut Sirironnachai        | Tajlandia | Thailand Continental Cycling Team | + 35"       |
| 3. | Valentin Midey               | Francja   | Roojai.com Cycling Team           | + 50"       |
| 4. | Adne van Engelen             | Holandia  | Bike Aid                          | + 1' 04"    |
| 5. | Peerapol Chawchiangkwang     | Tajlandia | Thailand Continental Cycling Team | + 1' 56"    |
| 6. | Thanakhan Chaiyasombat       | Tajlandia | Thailand Continental Cycling Team | + 3' 29"    |
| 7. | Jesse de Rooij               | Holandia  | Bike Aid                          | + 4' 20"    |
| 8. | Lucas Carstensen             | Niemcy    | Bike Aid                          | + 4' 41"    |
| 9. | Thurakit Boonratanathanakorn | Tajlandia | Thailand Continental Cycling Team | + 5' 08"    |
| 10. | Chaloemphon Klahan           | Tajlandia | Roojai.com Cycling Team           | + 5' 08"    |

| Klasyfikacja punktowa | Klasyfikacja punktowa    | Klasyfikacja punktowa | Klasyfikacja punktowa             | Klasyfikacja punktowa |
| Kolarz                | Kolarz                   | Państwo               | Drużyna                           | Punkty                |
| --------------------- | ------------------------ | --------------------- | --------------------------------- | --------------------- |
| 1.                    | Sarawut Sirironnachai    | Tajlandia             | Thailand Continental Cycling Team | 85 pkt                |
| 2.                    | Valentin Midey           | Francja               | Roojai.com Cycling Team           | 74 pkt                |
| 3.                    | Lucas Carstensen         | Niemcy                | Bike Aid                          | 56 pkt                |
| 4.                    | Jesse de Rooij           | Holandia              | Bike Aid                          | 50 pkt                |
| 5.                    | Thanakhan Chaiyasombat   | Tajlandia             | Thailand Continental Cycling Team | 41 pkt                |
| 6.                    | Nikodemus Holler         | Niemcy                | Bike Aid                          | 46 pkt                |
| 7.                    | Peerapol Chawchiangkwang | Tajlandia             | Thailand Continental Cycling Team | 44 pkt                |
| 8.                    | Adne van Engelen         | Holandia              | Bike Aid                          | 43 pkt                |
| 9.                    | Thanawut Sanikwathi      | Tajlandia             | Thailand Continental Cycling Team | 42 pkt                |
| 10.                   | Yuttana Mano             | Tajlandia             | Tajlandia                         | 31 pkt                |

| Klasyfikacja punktowa | Klasyfikacja punktowa    | Klasyfikacja punktowa | Klasyfikacja punktowa             | Klasyfikacja punktowa |
| Kolarz                | Kolarz                   | Państwo               | Drużyna                           | Punkty                |
| --------------------- | ------------------------ | --------------------- | --------------------------------- | --------------------- |
| 1.                    | Sarawut Sirironnachai    | Tajlandia             | Thailand Continental Cycling Team | 85 pkt                |
| 2.                    | Valentin Midey           | Francja               | Roojai.com Cycling Team           | 74 pkt                |
| 3.                    | Lucas Carstensen         | Niemcy                | Bike Aid                          | 56 pkt                |
| 4.                    | Jesse de Rooij           | Holandia              | Bike Aid                          | 50 pkt                |
| 5.                    | Thanakhan Chaiyasombat   | Tajlandia             | Thailand Continental Cycling Team | 41 pkt                |
| 6.                    | Nikodemus Holler         | Niemcy                | Bike Aid                          | 46 pkt                |
| 7.                    | Peerapol Chawchiangkwang | Tajlandia             | Thailand Continental Cycling Team | 44 pkt                |
| 8.                    | Adne van Engelen         | Holandia              | Bike Aid                          | 43 pkt                |
| 9.                    | Thanawut Sanikwathi      | Tajlandia             | Thailand Continental Cycling Team | 42 pkt                |
| 10.                   | Yuttana Mano             | Tajlandia             | Tajlandia                         | 31 pkt                |

| Klasyfikacja górska | Klasyfikacja górska    | Klasyfikacja górska | Klasyfikacja górska               | Klasyfikacja górska |
| Kolarz              | Kolarz                 | Państwo             | Drużyna                           | Punkty              |
| ------------------- | ---------------------- | ------------------- | --------------------------------- | ------------------- |
| 1.                  | Sarawut Sirironnachai  | Tajlandia           | Thailand Continental Cycling Team | 15 pkt              |
| 2.                  | Adne van Engelen       | Holandia            | Bike Aid                          | 9 pkt               |
| 3.                  | Thanakhan Chaiyasombat | Tajlandia           | Thailand Continental Cycling Team | 9 pkt               |
| 4.                  | Valentin Midey         | Francja             | Roojai.com Cycling Team           | 7 pkt               |
| 5.                  | Suriya Kitjaroenwat    | Tajlandia           | Grant Thornton-Bike Zone          | 7 pkt               |
| 6.                  | Yuttana Mano           | Tajlandia           | Tajlandia                         | 5 pkt               |
| 7.                  | Thanachat Yatan        | Tajlandia           | Tajlandia                         | 5 pkt               |
| 8.                  | Ariya Phounsavath      | Laos                | Thailand Continental Cycling Team | 4 pkt               |
| 9.                  | Noppachai Klahan       | Tajlandia           | Tajlandia                         | 4 pkt               |

| Klasyfikacja górska | Klasyfikacja górska    | Klasyfikacja górska | Klasyfikacja górska               | Klasyfikacja górska |
| Kolarz              | Kolarz                 | Państwo             | Drużyna                           | Punkty              |
| ------------------- | ---------------------- | ------------------- | --------------------------------- | ------------------- |
| 1.                  | Sarawut Sirironnachai  | Tajlandia           | Thailand Continental Cycling Team | 15 pkt              |
| 2.                  | Adne van Engelen       | Holandia            | Bike Aid                          | 9 pkt               |
| 3.                  | Thanakhan Chaiyasombat | Tajlandia           | Thailand Continental Cycling Team | 9 pkt               |
| 4.                  | Valentin Midey         | Francja             | Roojai.com Cycling Team           | 7 pkt               |
| 5.                  | Suriya Kitjaroenwat    | Tajlandia           | Grant Thornton-Bike Zone          | 7 pkt               |
| 6.                  | Yuttana Mano           | Tajlandia           | Tajlandia                         | 5 pkt               |
| 7.                  | Thanachat Yatan        | Tajlandia           | Tajlandia                         | 5 pkt               |
| 8.                  | Ariya Phounsavath      | Laos                | Thailand Continental Cycling Team | 4 pkt               |
| 9.                  | Noppachai Klahan       | Tajlandia           | Tajlandia                         | 4 pkt               |

| Klasyfikacja młodzieżowa | Klasyfikacja młodzieżowa | Klasyfikacja młodzieżowa | Klasyfikacja młodzieżowa          | Klasyfikacja młodzieżowa |
| Kolarz                   | Kolarz                   | Państwo                  | Drużyna                           | Czas                     |
| ------------------------ | ------------------------ | ------------------------ | --------------------------------- | ------------------------ |
| 1.                       | Thanakhan Chaiyasombat   | Tajlandia                | Thailand Continental Cycling Team | 22h 41' 04"              |
| 2.                       | Jesse de Rooij           | Holandia                 | Bike Aid                          | + 51"                    |
| 3.                       | Charles Kagimu           | Uganda                   | Bike Aid                          | + 3' 12"                 |
| 4.                       | Noppachai Klahan         | Tajlandia                | Tajlandia                         | + 5' 09"                 |
| 5.                       | Witthawat Waree          | Tajlandia                | Grant Thornton-Bike Zone          | + 5' 51"                 |
| 6.                       | Moltree Theerateep       | Tajlandia                | All Star Thailand                 | + 5' 51"                 |
| 7.                       | Ratchanon Yaowarat       | Tajlandia                | Tajlandia                         | + 8' 37"                 |
| 8.                       | Suranat Kongsuk          | Tajlandia                | Tajlandia                         | + 8' 53"                 |
| 9.                       | Thak Kaeonoi             | Tajlandia                | All Star Thailand                 | + 16' 20"                |
| 10.                      | Nati Samansanti          | Tajlandia                | Grant Thornton-Bike Zone          | + 44' 51"                |

| Klasyfikacja młodzieżowa | Klasyfikacja młodzieżowa | Klasyfikacja młodzieżowa | Klasyfikacja młodzieżowa          | Klasyfikacja młodzieżowa |
| Kolarz                   | Kolarz                   | Państwo                  | Drużyna                           | Czas                     |
| ------------------------ | ------------------------ | ------------------------ | --------------------------------- | ------------------------ |
| 1.                       | Thanakhan Chaiyasombat   | Tajlandia                | Thailand Continental Cycling Team | 22h 41' 04"              |
| 2.                       | Jesse de Rooij           | Holandia                 | Bike Aid                          | + 51"                    |
| 3.                       | Charles Kagimu           | Uganda                   | Bike Aid                          | + 3' 12"                 |
| 4.                       | Noppachai Klahan         | Tajlandia                | Tajlandia                         | + 5' 09"                 |
| 5.                       | Witthawat Waree          | Tajlandia                | Grant Thornton-Bike Zone          | + 5' 51"                 |
| 6.                       | Moltree Theerateep       | Tajlandia                | All Star Thailand                 | + 5' 51"                 |
| 7.                       | Ratchanon Yaowarat       | Tajlandia                | Tajlandia                         | + 8' 37"                 |
| 8.                       | Suranat Kongsuk          | Tajlandia                | Tajlandia                         | + 8' 53"                 |
| 9.                       | Thak Kaeonoi             | Tajlandia                | All Star Thailand                 | + 16' 20"                |
| 10.                      | Nati Samansanti          | Tajlandia                | Grant Thornton-Bike Zone          | + 44' 51"                |

| Klasyfikacja drużynowa | Klasyfikacja drużynowa            | Klasyfikacja drużynowa | Klasyfikacja drużynowa |
| Drużyna                | Drużyna                           | Państwo                | Czas                   |
| ---------------------- | --------------------------------- | ---------------------- | ---------------------- |
| 1.                     | Bike Aid                          | Niemcy                 | 67h 57' 31"            |
| 2.                     | Thailand Continental Cycling Team | Tajlandia              | + 1' 50"               |
| 3.                     | Roojai.com Cycling Team           | Tajlandia              | + 18' 20"              |
| 4.                     | Tajlandia                         | Tajlandia              | + 27' 09"              |
| 5.                     | All Star Thailand                 | Tajlandia              | + 27' 45"              |
| 6.                     | Lenso Cycling Team                | Tajlandia              | + 44' 07"              |
| 7.                     | Fisherman's Friend Chiang Mai     | Tajlandia              | + 58' 14"              |
| 8.                     | The Master Test Team              | Tajlandia              | + 1h 01' 09"           |
| 9.                     | En Kku                            | Tajlandia              | + 1h 02' 31"           |
| 10.                    | Grant Thornton-Bike Zone          | Tajlandia              | + 1h 06' 08"           |

| Klasyfikacja drużynowa | Klasyfikacja drużynowa            | Klasyfikacja drużynowa | Klasyfikacja drużynowa |
| Drużyna                | Drużyna                           | Państwo                | Czas                   |
| ---------------------- | --------------------------------- | ---------------------- | ---------------------- |
| 1.                     | Bike Aid                          | Niemcy                 | 67h 57' 31"            |
| 2.                     | Thailand Continental Cycling Team | Tajlandia              | + 1' 50"               |
| 3.                     | Roojai.com Cycling Team           | Tajlandia              | + 18' 20"              |
| 4.                     | Tajlandia                         | Tajlandia              | + 27' 09"              |
| 5.                     | All Star Thailand                 | Tajlandia              | + 27' 45"              |
| 6.                     | Lenso Cycling Team                | Tajlandia              | + 44' 07"              |
| 7.                     | Fisherman's Friend Chiang Mai     | Tajlandia              | + 58' 14"              |
| 8.                     | The Master Test Team              | Tajlandia              | + 1h 01' 09"           |
| 9.                     | En Kku                            | Tajlandia              | + 1h 02' 31"           |
| 10.                    | Grant Thornton-Bike Zone          | Tajlandia              | + 1h 06' 08"           |